# اکراس سینه‌خالدار
اکراس سینه‌خالدار (نام علمی: Bostrychia rara) نام یک گونه از سرده نوک‌خمیده‌ها است.